# Saratovský letecký závod
Saratovský letecký závod (Саратовский авиационный завод, САЗ - SAZ) byl letecký výrobce sídlící v ruském městě Saratov. Vyráběla se zde letadla především z konstrukční kanceláře Jakovlev - druhoválečné stíhačky Jak-1 a Jak-3, dopravní letouny Jak-40 a Jak-42, letouny s vertikálním startem a přistáním (VTOL) Jak-38, ale také letadla a vrtulníky jiných konstrukčních kanceláří. Od roku 1931 do roku 1937 společnost existovala jako závod na výrobu kombajnů vlastní značky „SZK“.
13. srpna 2012 rozhodl soud o ukončení konkurzního řízení a vyloučení závodu z Rejstříku právnických osob Ruské federace. 21. září 2012 byl Saratovský letecký závod vyškrtnut z rejstříku právnických osob Ruské federace. Bylo to, zatím, poprvé v historii sovětského a ruského letectví, kdy výrobce ukončil provozně-technickou podporu (údržba, opravy, poskytování náhradních dílů atd.) pro letouny v provozu (Jak-42, Jak-42D).

## Výroba

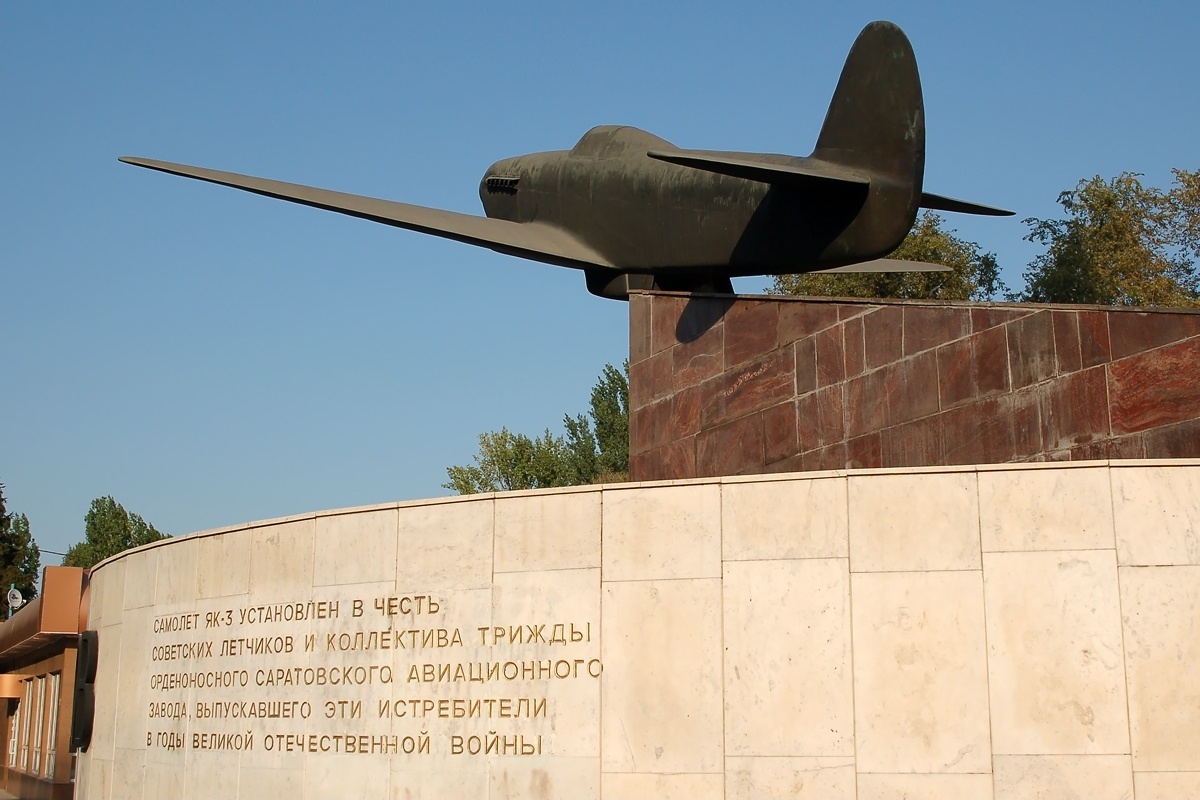
Jak-3 na továrním letišti Saratov-Jih

- R-10/ChAI-5, 1938..1940, 135.
- Cvičné stroje Jakovlev
- Jak-1, 1128 ks v roce 1944.
- Jak-3, 1944 (1682 ks)
- Jak-18T
- Jak-25
- Jak-27
- Jak-38
- Jak-40
- Jak-42
- Jak-54
- La-11
- La-15
- MiG-15
- EKIP[2][3][4]